# Masdevallia davisii
Masdevallia davisii är en orkidéart som beskrevs av Heinrich Gustav Reichenbach. Masdevallia davisii ingår i släktet Masdevallia och familjen orkidéer.
Artens utbredningsområde är Peru. Inga underarter finns listade i Catalogue of Life.

## Bildgalleri

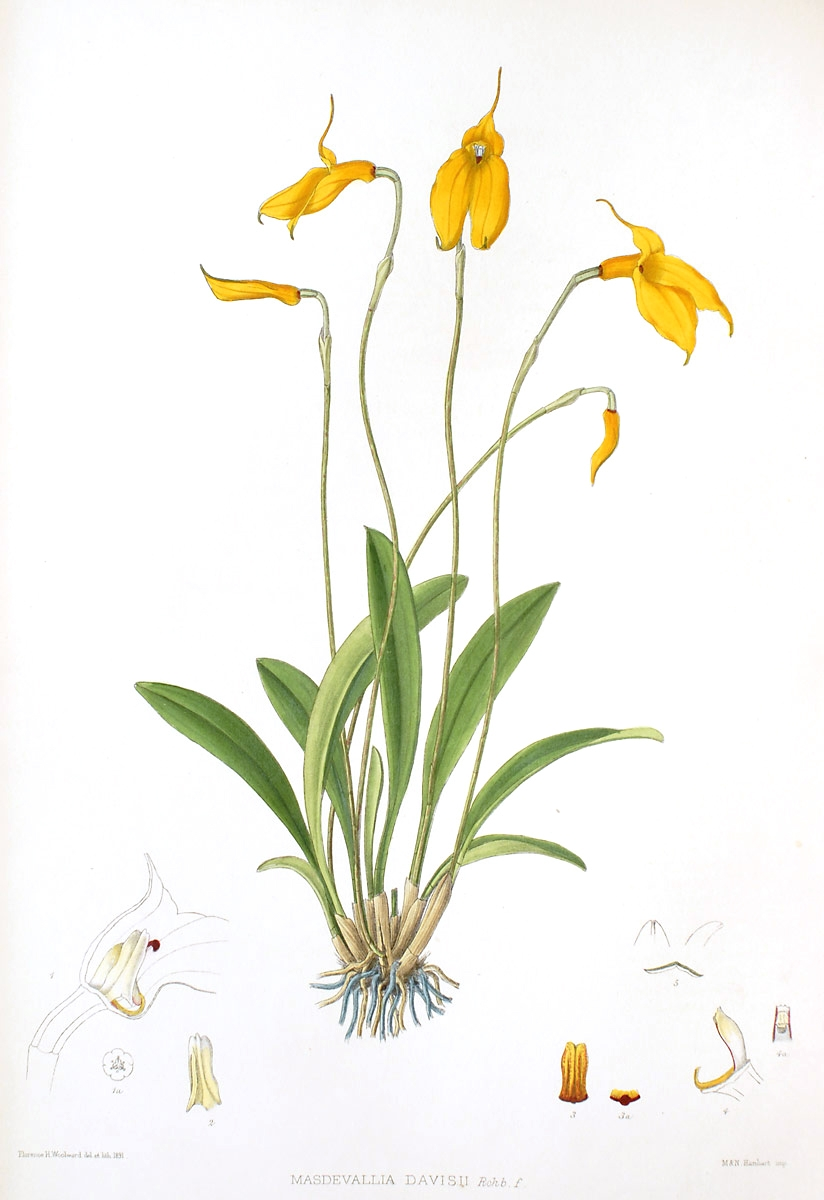
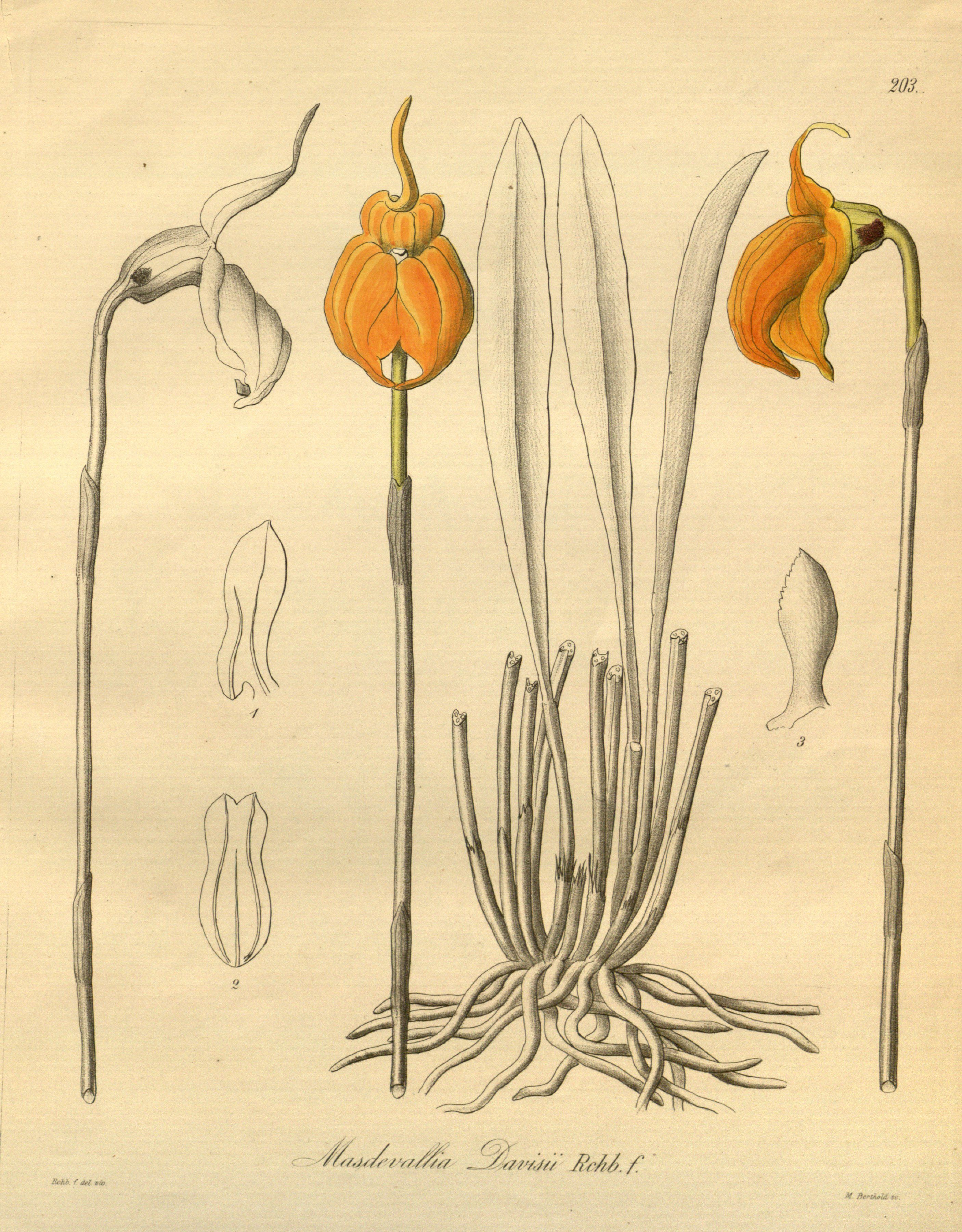